# スプリングトレーニング
メジャーリーグベースボールにおけるスプリングトレーニング（英: Spring training）は、各球団がシーズン開幕前に行う練習およびオープン戦である。

## 概要
日本プロ野球の春季キャンプおよびオープン戦を合わせたものに相当する。通常は多くのアメリカ合衆国の大学生の春休み期間とほぼ同じ時期の、シーズン開始前の2月中旬から3月下旬にかけて、アメリカ南部の温暖な地で行われる。
アリゾナ州をキャンプ地にするチームでカクタスリーグ（Cactus League）、フロリダ州をキャンプ地にするチームでグレープフルーツリーグ（Grapefruit League）が形成され、公式戦と同じような形式でオープン戦も行われるが、この間の記録は公式記録には含まれない。対戦相手はMLBチームだけでなく、大学野球などのアマチュアチームや、年度によっては各国のWBC代表チームと試合が組まれる場合もある。
投手と捕手は、他の野手よりも数日早くキャンプインすることが通例となっている。かつては練習の期間を長く取っていたが、近年は実戦重視・試合重視の日程となっており、早期からオープン戦が組まれている。そのため、参加選手は事前に自主トレーニングを始め、すぐ試合でプレー可能なコンディションにした上でスプリングトレーニングに合流している選手が多い。
日本のプロ野球のキャンプと比べて練習量が少ないという風説があるが、個人差が大きい。

### 参加選手
スプリングトレーニングには、以下の選手たちが参加してメジャーリーグ開幕ロースター入りを争う。
1. チームの40人枠内の選手
2. 傘下マイナーリーグチームに所属する40人枠外の選手のうち、スプリングトレーニングに招待された一部の有望選手
3. チームのスプリングトレーニングに招待され、一時的にマイナー契約[5]を結んだ（主にベテランの）FA選手（招待選手：Non-Roster Invitees）

レギュラーシーズンよりもベンチ入り選手数が多くなるため、チームを2分割して同じ日に違うチームとオープン戦を消化するスプリットスクワッドなどの方式が採られる場合もある。
スプリングトレーニング期間中には随時選手のふるい分けが行なわれ、メンバーから外れた選手は傘下マイナーのチームキャンプに送られ、マイナーリーグでシーズン開幕を迎えることになる。招待選手として参加していたFA選手は改めてマイナー契約を結んで傘下のマイナーリーグチームに残留するか、再びFA（自由契約）となるかを選択することになる。

## 歴史
メジャーリーグベースボールチームによるレギュラーシーズン開幕前の春季トレーニングは、1886年にシカゴ・ホワイトストッキングスが行ったのが最初とされる。当時ホワイトストッキングスの選手兼任監督を務めていたキャップ・アンソンは、4月の開幕よりある程度前から選手たちを1か所に集めてトレーニングを積ませたらどんな成果が上がるかと閃いた。しかし、当時の選手は収入が無いオフの期間に何らかの別の職業に就いて稼ぐのが普通だったので、アンソンの案には不満が出た。そこでアンソンは「キャンプ中は一日につき何ドルかを渡せるようにする」と確約して全選手を1886年2月初めにアーカンソー州ホットスプリングスに集めた。柔軟体操からスタートしたが、筋肉が完全に硬くなっている。きつい練習を開幕2か月前からやらされる事に主力選手達が反抗する動きを見せたが、アンソンは「諸君、我々は野球史の1ページを作ろうとしているんだ。ブツブツ言うのは止めたまえ」と動じなかった。1週間2週間過ぎるにつれて効果が現れてきて、考えも理解されていく。4月にシーズンに入ると、「この年の我がホワイトストッキングスの選手達ほど、体が軽く、動きが際立って良かった事はかつて無かった」とアンソンが述べたほどで試みは成功し、このシーズンは他チームをぶっちぎって独走優勝した。世間は注目し、翌年からこれにならうチームが出てきた。
1890年代から多くのチームに広まり始め、1910年には既に一般的になっていた。フロリダ州における春季トレーニングはまず、1913年にシカゴ・カブスが本格的に開始し、以後フロリダ州にグレープフルーツリーグを形成した。ビル・ベックによると、人種差別が根強いフロリダ州を回避することを理由の一つとして、グレープフルーツリーグとは別に、カクタスリーグが1946年にアリゾナ州に新たに立ち上げられた。
第二次世界大戦中は旅行制限もあったためにほとんどのチームは、自チームの本拠地球場から近い場所で春季トレーニングを開催していた。
1950年代から1960年代にかけての時期はドミニカ共和国、キューバ、プエルトリコ、ハワイでも訓練や合宿、試合が行われていた。
2013年現在はグレープフルーツリーグとカクタスリーグの15チームずつに分けられてトレーニングが開催されている。

## トレーニング開催地

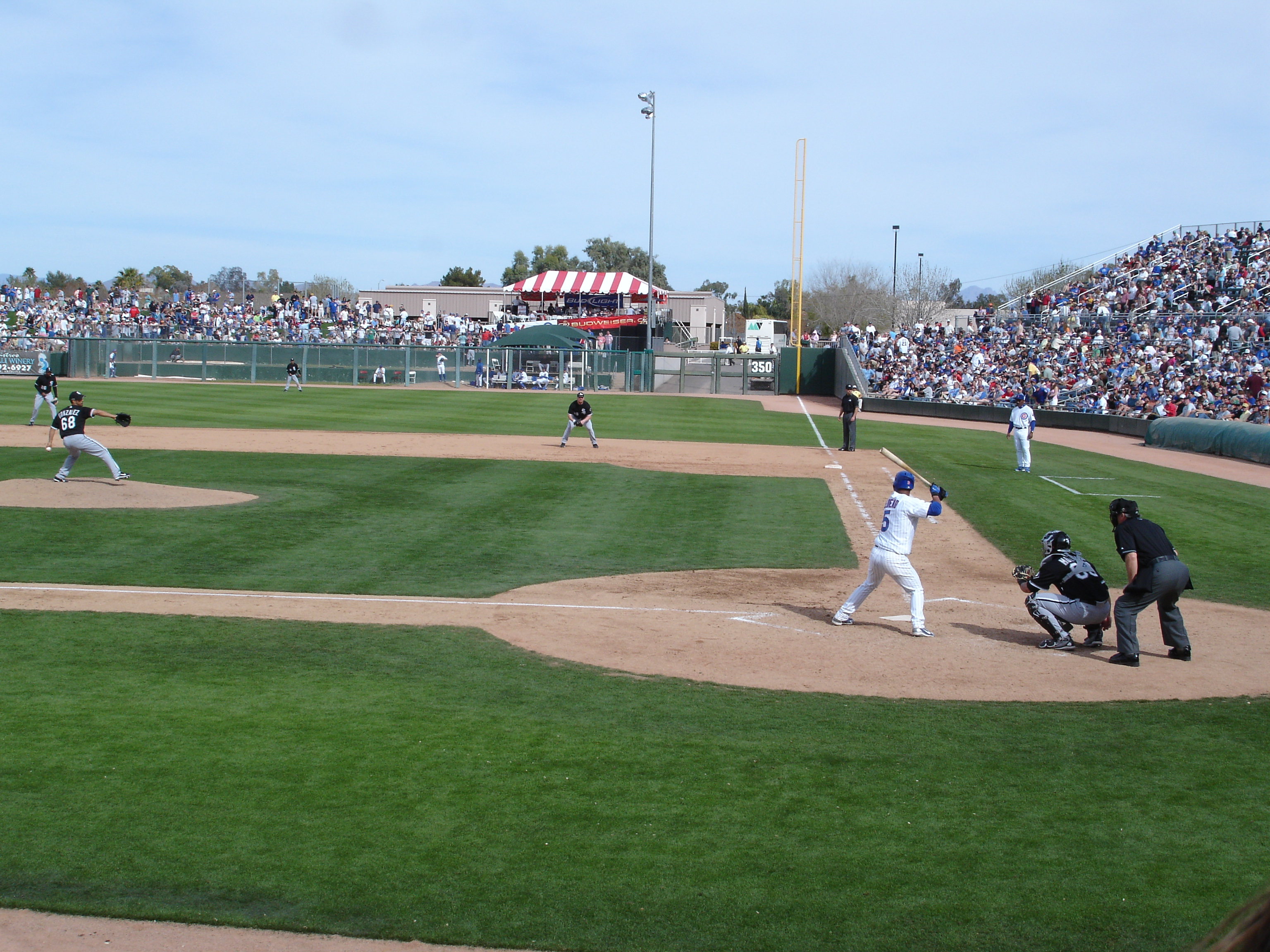
ホホカム・スタジアムにおける試合

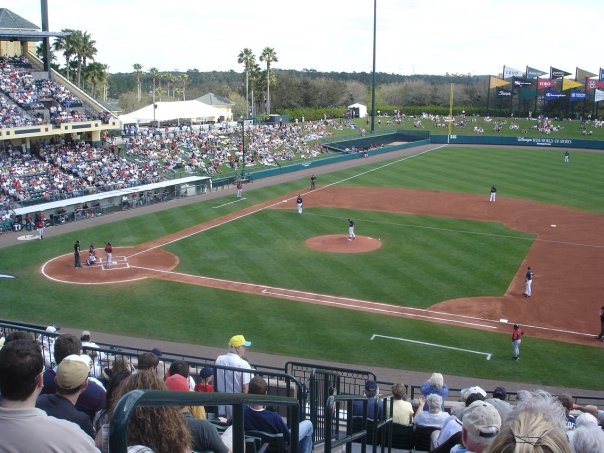
チャンピオン・スタジアムにおける試合

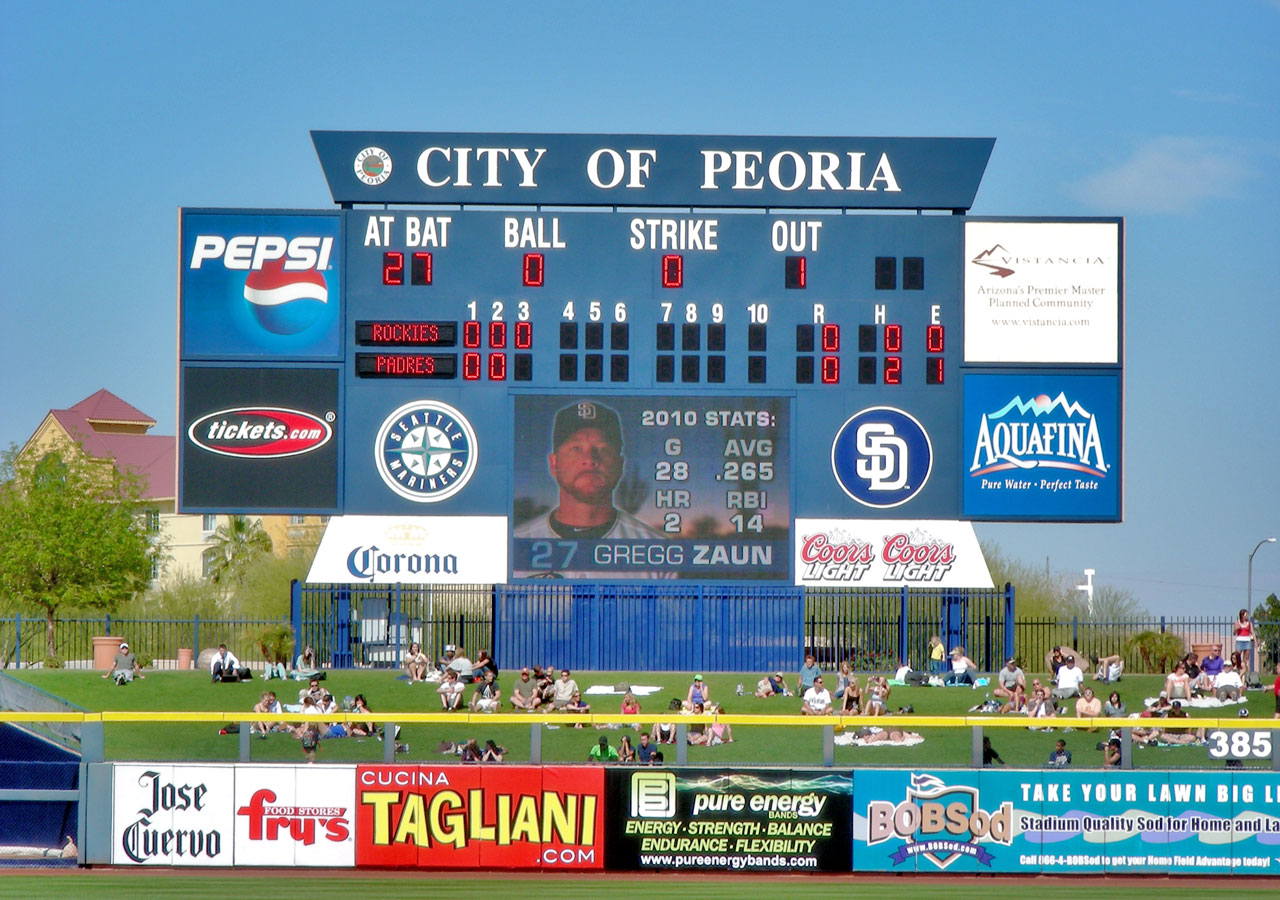
ピオリア・スポーツ・コンプレックスにおける試合

### グレープフルーツリーグ（フロリダ州）
| チーム名                     | 本拠地球場                                   |
| ---------------------------- | -------------------------------------------- |
| アトランタ・ブレーブス       | チャンピオン・スタジアム                     |
| ボルチモア・オリオールズ     | エド・スミス・スタジアム                     |
| ボストン・レッドソックス     | ジェットブルー・パーク                       |
| デトロイト・タイガース       | ジョーカー・マーチャント・スタジアム         |
| ヒューストン・アストロズ     | ザ・ボールパーク・オブ・パームビーチーズ     |
| マイアミ・マーリンズ         | ロジャー・ディーン・スタジアム               |
| ミネソタ・ツインズ           | ハモンド・スタジアム                         |
| ニューヨーク・メッツ         | トラディション・フィールド                   |
| ニューヨーク・ヤンキース     | ジョージ・M・スタインブレナー・フィールド    |
| フィラデルフィア・フィリーズ | ブライト・ハウス・フィールド                 |
| ピッツバーグ・パイレーツ     | レコム・パーク                               |
| セントルイス・カージナルス   | ロジャー・ディーン・スタジアム               |
| タンパベイ・レイズ           | シャーロット・スポーツ・パーク               |
| トロント・ブルージェイズ     | フロリダ・オート・エクスチェンジ・スタジアム |
| ワシントン・ナショナルズ     | ザ・ボールパーク・オブ・パームビーチーズ     |

### カクタスリーグ（アリゾナ州）
| チーム名                       | 本拠地球場                                                 |
| ------------------------------ | ---------------------------------------------------------- |
| アリゾナ・ダイヤモンドバックス | ソルト・リバー・フィールズ・アット・トーキング・スティック |
| シカゴ・カブス                 | ホホカム・スタジアム                                       |
| シカゴ・ホワイトソックス       | キャメルバック・ランチ                                     |
| シンシナティ・レッズ           | グッドイヤー・ボールパーク                                 |
| クリーブランド・ガーディアンズ | グッドイヤー・ボールパーク                                 |
| コロラド・ロッキーズ           | ソルト・リバー・フィールズ・アット・トーキング・スティック |
| カンザスシティ・ロイヤルズ     | サプライズ・スタジアム                                     |
| ロサンゼルス・エンゼルス       | テンピ・ディアブロ・スタジアム                             |
| ロサンゼルス・ドジャース       | キャメルバック・ランチ                                     |
| ミルウォーキー・ブルワーズ     | メリーベール・ベースボールパーク                           |
| オークランド・アスレチックス   | フェニックス・ミュニシパル・スタジアム                     |
| サンディエゴ・パドレス         | ピオリア・スポーツ・コンプレックス                         |
| サンフランシスコ・ジャイアンツ | スコッツデール・スタジアム                                 |
| シアトル・マリナーズ           | ピオリア・スポーツ・コンプレックス                         |
| テキサス・レンジャーズ         | サプライズ・スタジアム                                     |